# 大連医科大学
大連医科大学（だいれんいかだいがく、英文：Dalian Medical University）は、中華人民共和国（中国）遼寧省大連市にある大学。近年、星海公園近くの大連医科大学付属第2医院（病院）の隣りから、旅順口区に移転した。

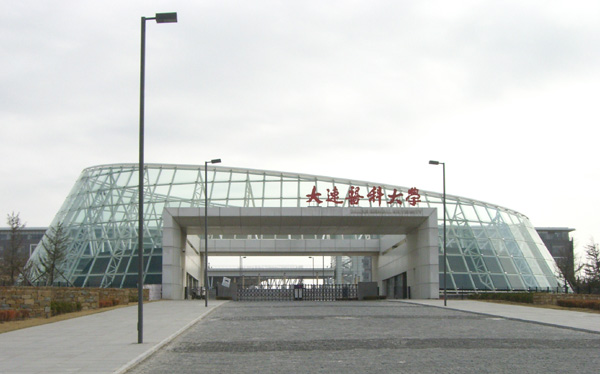
中国・大連の大連医科大学の新キャンパス

## 概要
大連医科大学は中国遼寧省大連市にある、唯一の医科大学。
簡単な沿革は
- 1947年、関東医学院として設立された
- 1949年、大連大学に合併して、大連大学医学院となる
- 1950年、大連大学が消滅し、大連大学医学院が独立
- 1969年、貴州省遵義市へ移転して、遵義医学院となる
- 1978年、大連市へ戻り、大連医学院となる
- 1994年、大連医科大学となる
- 2007年、大連市旅順口区へ移転

現在の敷地面積は1,510,000m2、建物の建築面積は380,000m2。本科生は6,700人、博士・修士課程に2,200人の学生がいて、うち外国人留学生は900名で、インド・パキスタン・ネパールなどの南アジア、アフリカ諸国からの学生が多い。

## 所在地
2007年10月からの新しい住所は
- 住所：大連市旅順口区旅順南路西段9号（郵政編碼：116044）

旅順南路の南側（海側）に大連医科大学が、北側（山側）に大連外国語大学がある、「大学城」と呼ばれる地区にある。大連市中心から、30キロメートル、車またはバスで約1時間のところ。

## 付属病院
付属医院（病院）は8ヵ所あり、そのうち2か所が直属付属病院である。
- 大連医科大学付属第一医院
  - 第一医院（@中山路×長春路）

別名「長春路医院」で、かつての大連日赤病院である。北側（中山路側）の5階建てのコの字型のビルが戦前に立てられ、南側の11階建てのビルが戦後建てられた。
- - 第一医院二部（@聨合路×高爾基路）
- 大連医科大学付属第二医院（@中山路×星海公園の斜め向かい）